# غار میس قایه
غار میس قایه مربوط به دوران‌های تاریخی پس از اسلام است و در شهرستان مینودشت، بخش گالیکش، جنوب پارک ملی گلستان واقع شده و این اثر در تاریخ ۲۷ مرداد ۱۳۸۲ با شمارهٔ ثبت ۹۷۳۳ به‌عنوان یکی از آثار ملی ایران به ثبت رسیده است.